# Eticheta ecologică a UE
Eticheta ecologică a UE sau floarea UE este un sistem voluntar de etichetare ecologică stabilit în anul 1992 de Comisia Europeană.

## Sigla Etichetei ecologice a UE
Sigla include o floare verde cu litera „ϵ” (epsilon) înclinată, de culoare verde, asemenea florii, înconjurată de 12 stele albastre. Pe produsele cu etichetă ecologică UE, aceasta trebuie să fie întotdeauna utilizată împreună cu numărul de licențiere. Datorită siglei, eticheta are și porecla de floare UE.